# Alina Alexandrowna Kornejewa
Alina Alexandrowna Kornejewa (russisch Алина Александровна Корнеева; englische Schreibweise Alina Korneeva; * 23. Juni 2007) ist eine russische Tennisspielerin.

## Karriere
Kornejewa spielt bislang hauptsächlich Turniere der ITF Junior Tour und der ITF Women’s World Tennis Tour, wo sie bislang vier Titel im Einzel und zwei im Doppel gewinnen konnte, davon bereits 2022 jeweils einen in Einzel und Doppel als 15-jährige.
2021 gewann Kornejewa im Mai den Christmas Cup in Khimki, Russland und feierte damit als 13-Jährige bei ihrem zweiten Turnier der ITF Junior Tour bereits den ersten Titelgewinn. Sie gewann mit 6:0 und 6:2 im Finale gegen Ksenia Smirnova, die sich die ersten beiden Titel der höchsten Junioren-Turnierserie Super Category beim Togliatti Cup und Kremlin Cup Junior sichern konnte.
2022 sicherte sich Kornejewa sieben ITF Junior Saisontitel, unter anderem auch den Titel im Juni bei den ITF German Juniors, den Internationalen Deutschen Jugendmeisterschaft in Bamberg. Im September konnte sie in Casablanca ihren ersten Titel auf der Erwachsenen-Tour der ITF gewinnen und im November im ägyptischen Scharm asch-Schaich den zweiten, diesmal im Damendoppel.
2023 gewann Kornejewa bei den Australian Open den Titel im Juniorinneneinzel. Im Juniorinnendoppel erreichte sie mit Partnerin Mirra Andrejewa das Halbfinale, wo die beiden dem japanischen Doppel Hayu Kinoshita und Sara Saito mit 3:6 und 5:7 unterlagen. Im gleichen Jahr gewann sie auch den Titel im Juniorinneneinzel bei den French Open und erreichte das Halbfinale des Juniorinneneinzel in Wimbledon. Ebenso konnte sie das ITF Junior Masters 2023 gegen Sara Saito mit 6:0, 6:3 für sich entscheiden.
Mit ihrem Turniersieg am 30. Juli 2023 beim Figueira da Foz International Ladies Open 2023 löste sie Caty McNally als jüngste W100 Siegerin der ITF Geschichte ab.
Ihre erste Erfahrung auf WTA Level machte sie im Oktober bei den Prudential Hong Kong Tennis Open 2023, einem WTA 250 Turnier, bei dem sie in der Qualifikation auf eins gesetzt war. Sie konnte sich für das Hauptfeld  qualifizieren und überstand auch die erste Runde scheiterte in der zweiten Runden aber an Linda Fruhvirtová. Auch in ihrem nächsten WTA 250 Turnier, den Thailand Open 2024, überstand sie die Qualifikation, aber scheiterte in der ersten Runde an Wang Yafan.
Im Frühjahr 2024 musste sie sich am linken Handgelenk operieren lassen, was eine Teilnahme an den French Open verhinderte. Sie griff erst ab September wieder in das Turniergeschehen ein.

## Turniersiege

### Einzel
| Nr. | Datum              | Turnier          | Kategorie | Belag     | Finalgegnerin         | Ergebnis  |
| --- | ------------------ | ---------------- | --------- | --------- | --------------------- | --------- |
| 1.  | 11. September 2022 | Casablanca       | ITF W15   | Sand      | Laura Hietaranta      | 7:5, 6:4  |
| 2.  | 19. März 2023      | Pretoria         | ITF W60   | Hartplatz | Tímea Babos           | 6:3, 7:63 |
| 3.  | 30. Juli 2023      | Figueira da Foz  | ITF W100  | Hartplatz | Carole Monnet         | 6:0, 6:0  |
| 4.  | 22. September 2024 | Caldas da Rainha | ITF W100  | Hartplatz | Anastassija Sacharowa | 6:1, 6:4  |

### Doppel
| Nr. | Datum              | Turnier             | Kategorie | Belag     | Partnerin      | Finalgegnerinnen         | Ergebnis          |
| --- | ------------------ | ------------------- | --------- | --------- | -------------- | ------------------------ | ----------------- |
| 1.  | 19. November 2022  | Scharm asch-Schaich | ITF W25   | Hartplatz | Polina Jazenko | Jenny Dürst Park So-hyun | 6:1, 6:71, [10:5] |
| 2.  | 15. September 2023 | Le Neubourg         | ITF W80   | Hartplatz | Fiona Ferro    | Maryna Kolb Nadija Kolb  | 7:67, 7:5         |

## Abschneiden bei Grand-Slam-Turnieren

### Dameneinzel
| Turnier         | 2024 | 2025 | Karriere |
| --------------- | ---- | ---- | -------- |
| Australian Open | 2    | Q1   | 2        |
| French Open     | —    | —    | —        |
| Wimbledon       | —    | Q1   | —        |
| US Open         | —    |      | —        |

### Juniorinneneinzel
| Turnier         | 2023 | Karriere |
| --------------- | ---- | -------- |
| Australian Open | S    | S        |
| French Open     | S    | S        |
| Wimbledon       | HF   | HF       |
| US Open         | –    | —        |

Zeichenerklärung: S = Turniersieg; F, HF, VF, AF = Einzug ins Finale / Halbfinale / Viertelfinale / Achtelfinale; 1, 2, 3 = Ausscheiden in der 1. / 2. / 3. Hauptrunde; nicht ausgetragen

### Juniorinnendoppel
| Turnier         | 2023 | Karriere |
| --------------- | ---- | -------- |
| Australian Open | HF   | HF       |
| French Open     | F    | F        |
| Wimbledon       | 1    | 1        |
| US Open         | –    | —        |